# Déu del foc
El déu del foc és una divinitat masculina o femenina que representa el foc en els seus diferents aspectes. En alguns casos el déu té també altres atributs, com la guerra (per la destruccií que causa el foc) o el sol (bola de foc al cel per als antics). En altres ocasions el foc s'associa a l'inframón o les llars i, per tant, les divinitats són dels dos àmbits. Alguns déus del foc cèlebres són: 
- Ra per als egipcis
- Agni, de l'hinduisme
- Alaz[1]
- Eate, de la mitologia basca[2]
- Brigit
- Hefest, dels grecs, assimilat com a Vulcà pels romans
- En, entre els il·liris
- Logi el gegant nòrdic
- Fornax, personificació del forn
- Kresnik, eslau
- Ognyena Maria,[3] sincretisme entre deessa eslava i la Verge
- Ixum, accadi
- Xiuhtecuhtli, dels asteques[4]
- Gedi a Fiji
- Pele